# Sambava
Sambava város és község (Malagaszi nyelven: kaominina) Madagaszkár északi részén. A Sambavai kerület, valamint a Sava régió központja. Sambava az 5-ös főút mellett található Nosiarina és Vohemar települések között. A város létszáma 40 000 fő volt a 2001-es népszámlálás adatainak becsült értéke alapján. A Sambavai repülőtér a város határában működő regionális igényeket kiszolgáló, belföldi járatokat indító és fogadó repülőtér.
A városban az alap- és a középfokú oktatási intézmények megtalálhatóak. A város erősen mezőgazdasági jellegű, mivel lakosságának 45 százaléka a mezőgazdaságból él. Legfontosabb terményeik a kókuszdió és a vanília. A városban kórház is található.
Sambava tengerpartját fehér homok borítja, amely az ide látogató turisták számára vonzóvá teszi a települést. A város számos idegenforgalmi szálláshellyel rendelkezik. A Marojejy Nemzeti Park a városból könnyen megközelíthető, közúton.

## Képek

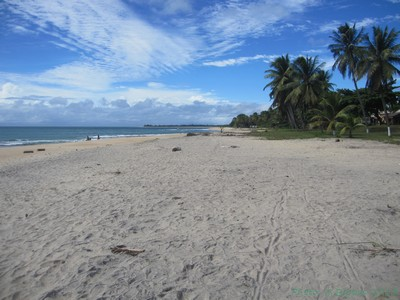
Sambava tengerpartja
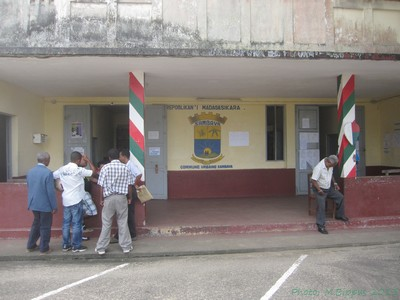
A városháza épülete
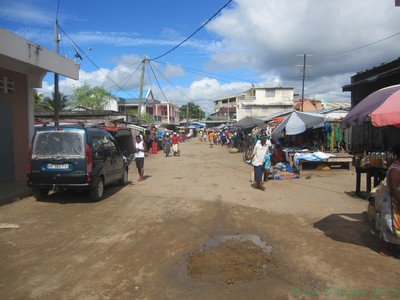
Sambava piaca
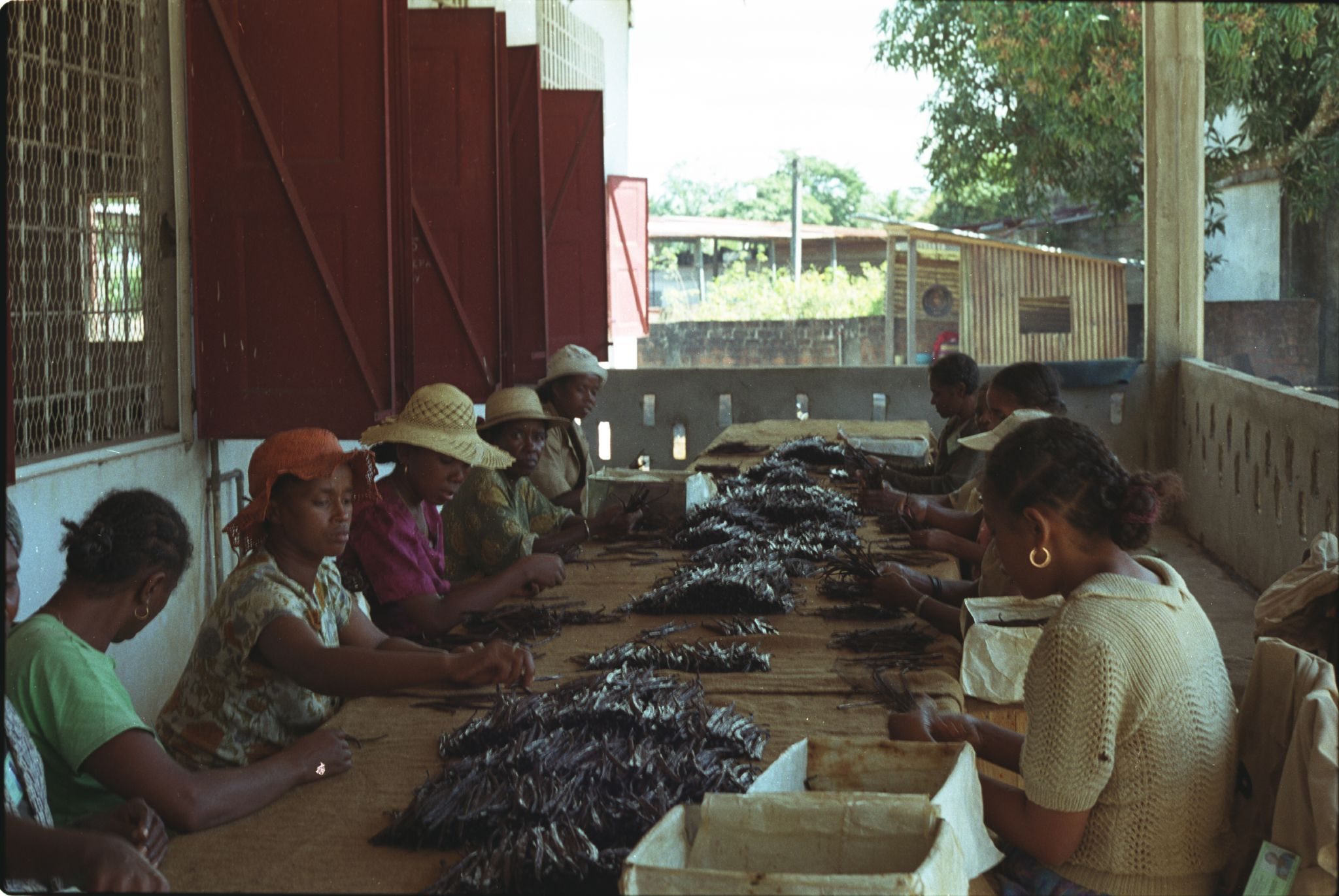
Egy vaníliababokat gyűjtő asszony
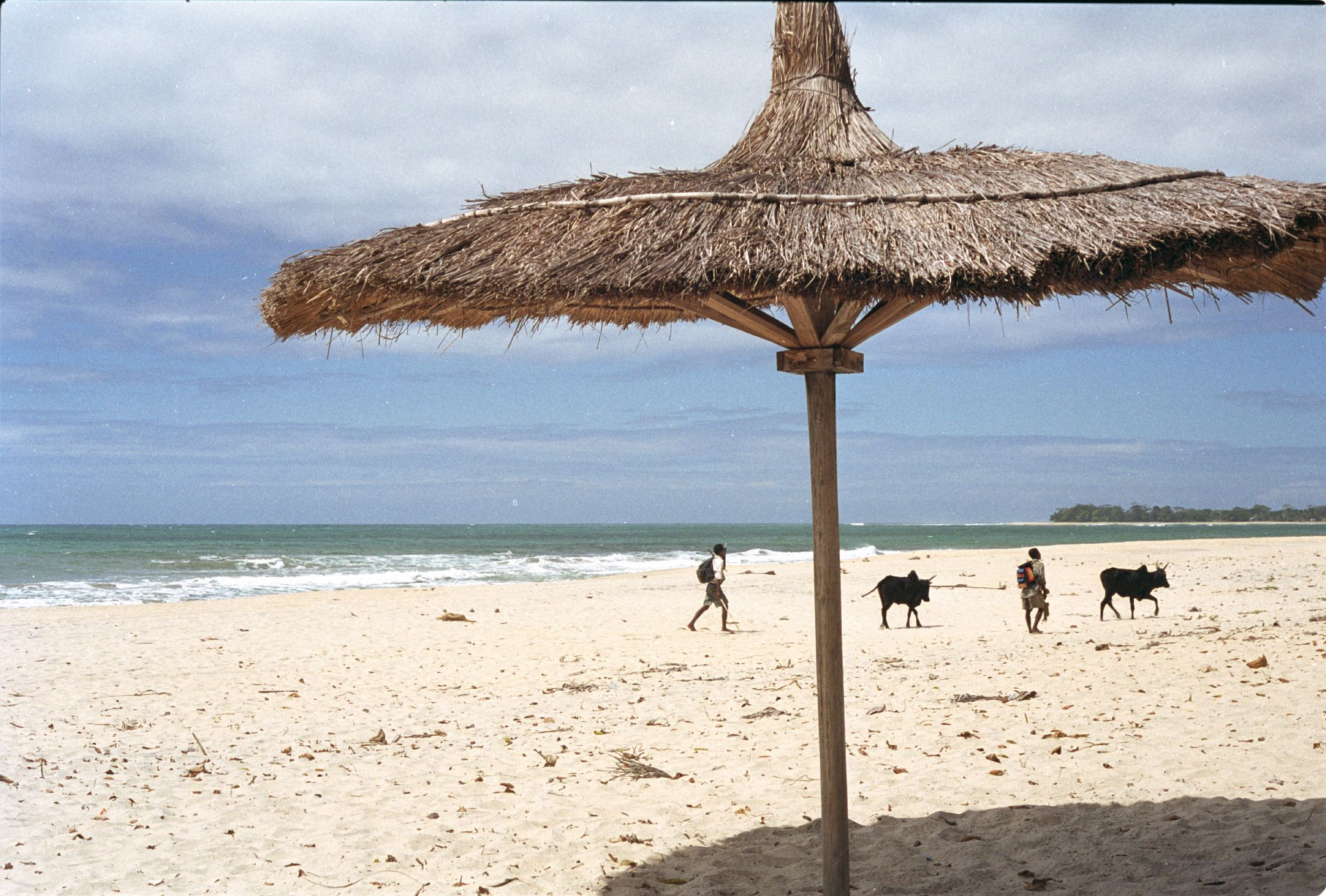
Tengerparti látkép

## Fordítás
Ez a szócikk részben vagy egészben  a   Sambava című angol Wikipédia-szócikk ezen változatának fordításán alapul.  Az eredeti cikk szerkesztőit annak laptörténete sorolja fel. Ez a jelzés csupán a megfogalmazás eredetét és a szerzői jogokat jelzi, nem szolgál a cikkben szereplő információk forrásmegjelöléseként.